# 내셔날 보그
내셔날 보그(De Nationale Borg; N.V. Nationale Borg-Maatschappij)는 ING 그룹의 계열사이자 다양한 종류의 보증보험을 취급하는 네덜란드 최대의 보증기관이다. 암스테르담에 본사를 두고 있으며, 2006년 10월에 스탠다드엔 푸어스 A-등급을 받았다. PASA(Panamerican Surety Association)와 ICISA 등의 보증협회의 회원사이기도 하다.